# Бірлік (Жанакорганський район)
Бірлі́к (каз. Бірлік) — село у складі Жанакорганського району Кизилординської області Казахстану. Адміністративний центр та єдиний населений пункт Аккуїцького сільського округу.
Населення — 2358 осіб (2021; 2422 у 2009, 2429 у 1999, 2824 у 1989).